# Zapadnyj
Zapadnyj (in lingua russa Западный) è un centro abitato dell'Adighezia, situato nel Majkop. La popolazione era di 3.449 abitanti al dicembre 2018. Ci sono 45 strade.